# Karl Kunisch
Karl Kunisch (* 16. September 1952 in Linz) ist ein österreichischer Mathematiker.

## Leben und Wirken
Kunisch studierte Mathematik an der Technischen Universität Graz sowie an der Northwestern University, Evanston, USA. Nach seiner Promotion an der Technischen Universität Graz im Jahre 1978 zum Thema Neutrale Funktionaldifferentialgleichungen und Halbgruppentheorie habilitierte er sich 1980 ebenda. Anschließend verbrachte er mehrere Jahre am Lefschetz Center for Dynamical Systems an der Brown University, USA.
Von 1986 bis 1993 war Kunisch Professor an der Technischen Universität Graz, bevor er im Jahre 1993 einen Ruf an die Technische Universität Berlin annahm. Zwischen 1996 und 2020 war er Professor für Optimization and Optimal Control an der Karl-Franzens-Universität Graz. Seit 2012 ist er zudem einer der Direktoren am Johann Radon Institute for Computational and Applied Mathematics in Linz. Er war in den Jahren von 2007 bis 2018 Sprecher des Spezialforschungsbereichs Mathematical Optimization and Applications in Biomedical Sciences. Im Jahr 2015 wurde ihm vom European Research Council (ERC) ein Advanced Grant zum Thema From Open to Closed Loop Control bewilligt.
Kunisch ist Autor von über 350 Publikationen in Fachzeitschriften sowie mehreren Monografien und Bücher. Er ist Mitherausgeber zahlreicher mathematischer Fachzeitschriften, u. a. des SIAM Journal on Control and Optimization, SIAM Journal on Numerical Analysis sowie des Journal of the European Mathematical Society. Im Jahre 2008 wurde ihm von der Technischen Universität Darmstadt die Alwin-Walther-Medaille verliehen. Im Jahre 2010 war Kunisch eingeladener Sprecher auf dem Internationalen Mathematikerkongress (ICM) in Hyderabad. Seit 2017 ist er Fellow der Society for Industrial and Applied Mathematics (SIAM), Class of 2017. Kunisch ist Preisträger des W.T. and Idalia Reid Prize 2021.

## Forschungsschwerpunkte
- Optimierung mit partiellen Differentialgleichungen
- Mathematische Kontrolltheorie
- Inverse Probleme und mathematische Bildverarbeitung
- Mathematik Modellierung in der Medizin
- Neutrale Funktionaldifferentialgleichungen
- Modellreduktion
- Scientific Computing

## Schriften (Auswahl)
- Mit H.T. Banks: Estimation Techniques for Distributed Parameter Systems, Birkhäuser, Boston, 1989.
- Mit K. Ito: On the Lagrange Multiplier Approach to Variational Problems and Applications, SIAM, Philadelphia, 2008.
- Mit K. Bredies, T. Pock: Total generalized variation, SIAM Journal on Imaging Sciences 3 (3), 492–526, 2010.
- Mit Michael Hintermüller, K. Ito: The primal-dual active set strategy as a semismooth Newton method, SIAM Journal on Optimization 13 (3), 865–888, 2002.
- Mit S. Volkwein: Galerkin proper orthogonal decomposition methods for a general equation in fluid dynamics, SIAM Journal on Numerical Analysis 40 (2), 492–515, 2002.
- Mit H.W. Engl, A. Neubauer: Convergence rates for Tikhonov regularisation of non-linear ill-posed problems, Inverse Problems 5 (4), 523, 1989.